# Aristide di Tebe
Aristide di Tebe (in greco antico: Ἀριστείδης?, Aristèides; Tebe, IV secolo a.C. – IV secolo a.C.) è stato un pittore greco antico, alcuni lo considerano figlio di Nicomaco, altri reputano che quest'ultimo sia stato suo fratello e che suo padre sia stato Aristodemo, sempre secondo quest'ipotesi il pittore aveva un altro fratello di nome Euxenidas; comunque la sua ascendenza non era molto chiara nemmeno per la tradizione antica. Si suppone inoltre che possa essere vissuto un artista a lui omonimo, suo nonno. Secondo le informazioni che ci sono arrivate sembra che Aristide avesse due figli e discepoli: Nicerus e Ariston.
Si ritiene che l'attività di Aristide si ponga quasi contemporanea alla vita di Alessandro Magno.

## Stile
Aristide era solito essere duro nell'uso dei colori ed è ritenuto l'inventore della tecnica dell'encausto. Egli fu il primo nella storia ad esprimere nella pittura lo stato d'animo, le sensazioni e le emozioni degli uomini. Dunque una delle sue caratteristiche principali fu l'espressione del patetico, come per lo scultore quasi contemporaneo Skopas. Ma, guardando i titoli delle sue opere, egli esprimeva le emozioni attraverso figure anonime e non, come fino ad allora avevano fatto tutti, attraverso personaggi del mito. Alcuni critici moderni hanno comunque tentato di identificare alcuni soggetti delle sue opere.

## Opere principali
Il suo quadro più famoso è quello che, per cento talenti, fu acquistato da Alessandro Magno, il quale lo trasportò a Pella nel 338 a.C., in seguito alla distruzione di Tebe. In questo dipinto, sullo sfondo c'era una città che sta per cadere nelle mani del nemico e nel centro spiccava una madre ferita a morte col figlio in braccio che afferra la mammella per nutrirsi, mentre la donna pare che si accorga che, finito il latte, il piccolo possa bere del sangue.
Aristide fu anche l'autore di un dipinto che rappresentava una battaglia contro i Persiani: la tavola era composta da cento figure e per ognuna di queste Mnasone, tiranno di Elateia, pagò 10 mine. Si dice che una copia di quest'opera si trovi nel mosaico pompeiano di Alessandro, che però è più probabile sia stato realizzato copiando un altro dipinto riconducibile ad un discepolo di Aristide, Filosseno.
Tra gli altri suoi dipinti Plinio ricorda:
- Una corsa di quadrighe, (forse quadro votivo);
- Un supplicante di cui pareva si udisse la voce;
- Cacciatori con la preda;
- Il ritratto della epicurea Leontion;
- Una ragazza che muore per amore del fratello, forse questa era Canace che si uccise su ordine di suo padre Eolo per l'amore nei confronti del fratello Macareo;[7]
- Dioniso e Arianna, quest'opera fu portata a Roma e posta nel tempio di Cerere e fu il primo quadro di un autore straniero ad essere esposto pubblicamente a Roma; precedentemente era stato acquistato all'asta da re Attalo II per 600 000 denari dopo la Corinto (146 a.C.), ma fu tolto dalla vendita dal console romano Lucio Mummio Acaico perché sospettava che un tale prezzo sottintendesse virtù magiche nascoste, e portato a Roma;[8]
- Eracle straziato dal dolore nella veste donatagli da Deianira, questo dipinto viene menzionato insieme con il Dioniso e Arianna da Strabone[9], ma non è possibile dire se anche questa pittura fosse di Aristide, nonostante alcuni la vogliano identificare ne l'ammalato, menzionato da Plinio, in cui si vede un attore tragico che sta insegnando la parte ad un ragazzo, a Roma, nel tempio di Apollo situato nel Campo Flaminio: questa pittura fu rovinata da un lavoro mal svolto dall'artista a cui Marco Giunio Bruto l'aveva mandata per farla restaurare in tempo per le feste apollinari;
- un quadro che rappresenta un vecchio con una lira, che insegna ad un fanciullo nel tempio della Fede in Campidoglio;
- Ammalato, opera lodatissima e molto famosa;
- Iside, lavoro non finito.[10]

Polemone inserisce Aristide fra i pittori che si occuparono anche di soggetti volgari e fu celebrato per le sue immagini di cortigiane e spesso ci si riferisce a lui con l'appellativo di πορνογράφος ("pornografo").